# Franck Ducheix
Franck Ducheix (ur. 11 kwietnia 1962 w Renan) – francuski szablista, dwukrotny medalista olimpijski i brązowy medalista mistrzostw świata.
Na igrzyskach olimpijskich w Los Angeles w 1984 roku wspólnie z Jean-Françoisem Lamourem, Pierre'em Guichotem, Hervé Granger-Veyronem i Philippe’em Delrieu zdobył srebrny medal w zawodach drużynowych. Podczas rozgrywanych cztery lata później igrzysk olimpijskich w Seulu był czwarty w tej konkurencji. Następnie wystartował na igrzyskach olimpijskich w Barcelonie w 1992, gdzie reprezentacja Francji w składzie: Jean-François Lamour, Jean-Philippe Daurelle, Franck Ducheix, Hervé Granger-Veyron i Pierre Guichot zajęła drużynowo trzecie miejsce. W rywalizacji indywidualnej był osiemnasty. Brał również udział w igrzyskach olimpijskich w Atlancie w 1996 roku, zajmując piąte miejsce drużynowo i trzynaste indywidualnie.
Wywalczył ponadto brązowy medal w turnieju drużynowym podczas mistrzostw świata w Denver w 1989 roku. Był to jego jedyny medal w zawodach tego cyklu.